# فوگ

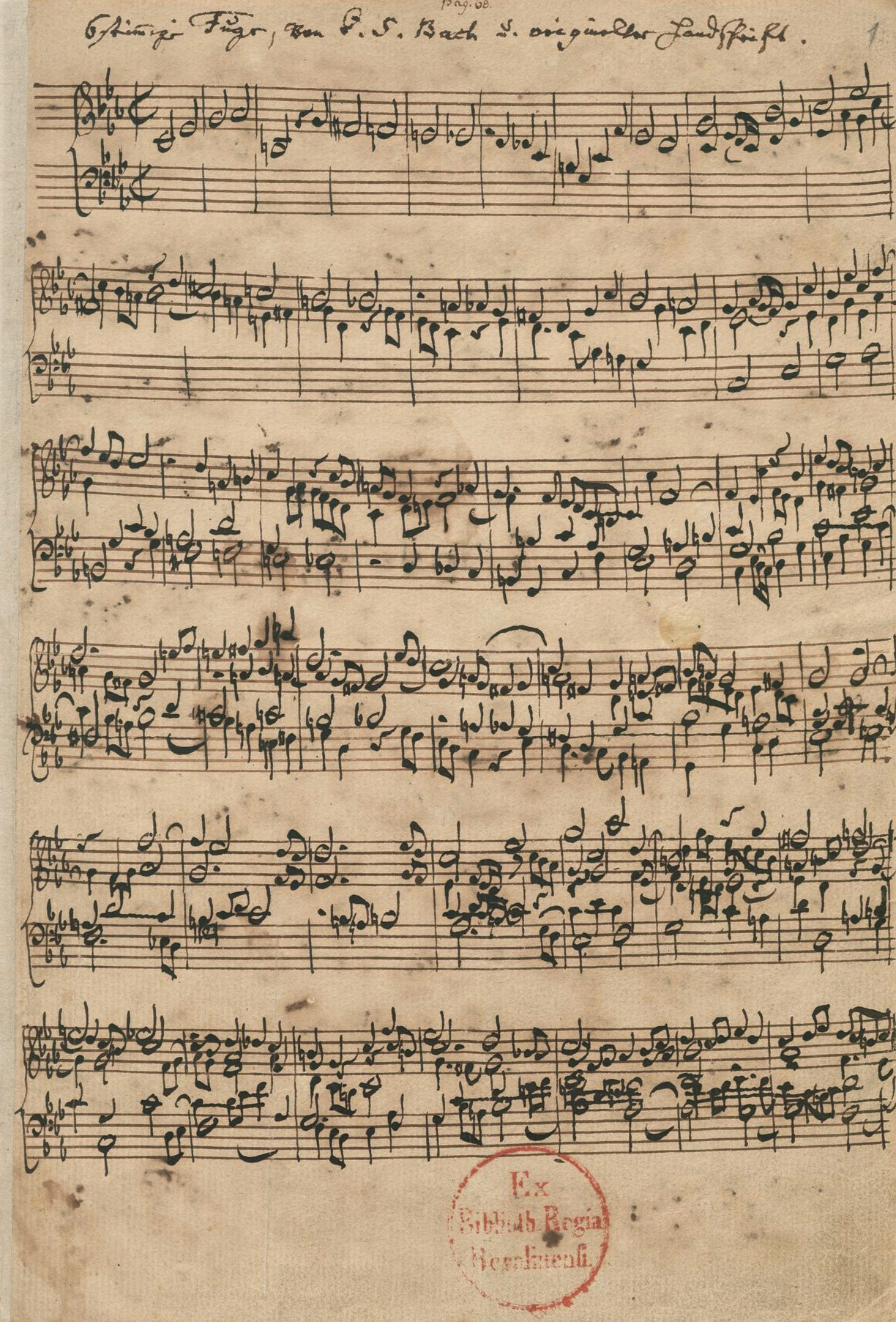
نخستین صفحه از نسخهٔ خطیِ «ریچرکار اِی ۶»، بخشی از مجموعهٔ «پیشکش موسیقایی» (BWV 1079) اثر یوهان سباستیان باخ.

فوگ (به انگلیسی: Fugue) واژه‌ای برگرفته از ریشه‌ای لاتین و به معنای فرار و ناپایداری است. مفهومِ فوگ در موسیقی، یک فرم با ساختاری کنترپوانتیک است که در دو یا چند صدا و بر اساسِ یک درونمایه (سوژه) ساخته می‌شود. سوژه در ابتدا به تنهایی و بدون همراهی معرفی می‌گردد، سپس مجدداً در تمامی قطعه با همراهی صداهای دیگر، بارها بازنوازی، تقلید و تکرار می‌شود. این تکرار و توالی هر بار در درجات و گام‌های متفاوتی به اجرا در می‌آید.  
ساختار فوگ معمولاً دارای سه بخش اصلیِ گشایش (اکسپوزیسیون)، بسط‌ و‌ گسترش و بازگشایش است. اکسپوزیسیون مهمترین بخش فوگ است که در دو نوعِ «فوگ تونال» و «فوگ رئال» ساخته می‌شود که پس از آن نوع سومی به‌نام «فوگ تقلیدی» نیز از آن استخراج می‌گردد. در ادامه و با استفاده از مدولاسیون، قالب‌های متفاوتی مانند: اپیزودها، کُنتر-اکسپوزیسیون‌ها، اِستِرتوها و غیره شکل می‌گیرد. به‌طور کلی بسط و گسترشِ سوژه و کنترسوژه است که به یک قطعۀ موسیقی در فرم فوگ، وحدت سراسری می‌بخشد. با این حال تعریف جامعی از فنِ فوگ امکان‌پذیر نیست و فوگ‌ها از نظرِ سبکِ آهنگسازان و دوره‌های زمانی با یکدیگر تفاوت دارند. 
در موسیقی قرون وسطی، این اصطلاح به‌طور گسترده‌ای برای نشان دادنِ هر گونه اثر در سبک کانن بود، در دورهٔ رنسانس به نوعی سبک «موسیقی تقلیدی» یا ایمیتاسیون شناخته می‌شد. در قرن هجدهم به نام «فوگ» خوانده شد که به عنوان فرایندی کامل‌تر از پدیدهٔ «موسیقی تقلیدی» به حساب می‌آمد. پس از دورهٔ باروک و تکامل این سبک توسط آهنگسازانی چون باخ، پیچیدگی در سبک‌ها رو به افول نهاد و نقش فوگ در آثار کمرنگ شده و به جای آن فرم سونات در سمفونی‌ها رواج یافت. اما با این حال آهنگسازانی نظیر موتزارت، بتهوون و حتی آهنگسازان مدرنی چون شوستاکوویچ آثاری در این زمینه خلق کردند.

## تاریخچه

### نام‌گذاری
فوگ یا فوگا از ریشه‌ای لاتین و کلمه‌ای قدیمی است و درلغت به معنی فرار، تعقیب، ناپایداری و پرواز (از شاخه‌ای به شاخه‌ای پریدن) است. این کلمه در آثار مصنّفان کهن نیز یافت می‌شود ولی با مفهومی که موسیقیدانان جدیدتر به‌کار برده‌اند متفاوت است.

### دوران قرون وسطی
اصطلاح فوگ به موسیقی قرون وسطی برمی‌گردد. فوگ ابتدا به نوعی کنترپوان تقلیدی از جمله کانن‌ها که امروزه به‌عنوان فرمی جدا شناخته می‌شود، نامیده می‌شد. از فوگ به‌عنوان یک اصطلاح در موسیقی برای اولین بار در سال ۱۳۳۰م، استفاده شد. زمانی که یک تئوریسین موسیقی به نام ژاکوب لیژ، یک اثر خود را به‌نام «موسیقی آینه‌ای» نوشت. فوگ از روش تقلید ظهور کرد، هنگامی که تکرار موسیقی از نت متفاوت دیگری شروع می‌شود. قبل از قرن شانزدهم، فوگ در اصل یک سبک بود، تا این تاریخ آثاری با تکنیک‌هایی شبیه فوگ‌نویسی در قطعات سازی و آوازی و فرم‌هایی چون فانتزیا، کاپریس، کانزونا و ریچرکار یافت می‌شود که تا قرن هجدهم، فوگ با ترکیبی از این فرم‌های متضاد تکامل یافت.

### دوره رنسانس
جوزفو زارلینو آهنگساز، نویسنده و نظریه‌پرداز در دورهٔ رنسانس، یکی از اولین کسانی بود که تفاوت بین دو نوع کنترپوان‌نویسی در فوگ و کانن (که به‌نام تقلید خوانده می‌شد) را تشخیص داد. در ابتدا، این امر برای کمک به بداهه‌نوازی بود ولی در دههٔ ۱۵۵۰م، این شیوه ترکیبی شد. سپس روش پالسترینا آهنگساز ایتالیایی است که آثارش بر اساس کنترپوان مدال، موسیقی تقلیدی و نوشتار «فوگ مانند» وی مبنای «موتِت»‌ها بود. سبکِ پالسترینا در روش‌های تقلیدی و موتِت‌ها از فوگ امروزی متفاوت است و هر متن و موضوعی به‌طور جداگانه معرفی می‌شد، در حالی که سوژهٔ فوگ در فرم جدید، سراسری است. با این حال سبک پولیفونیکِ پالسترینا مورد تأیید کشیشان بود و در کلیسای امروزی نیز اعتبار آن همچنان به قوت خود باقیست.

### دوره باروک

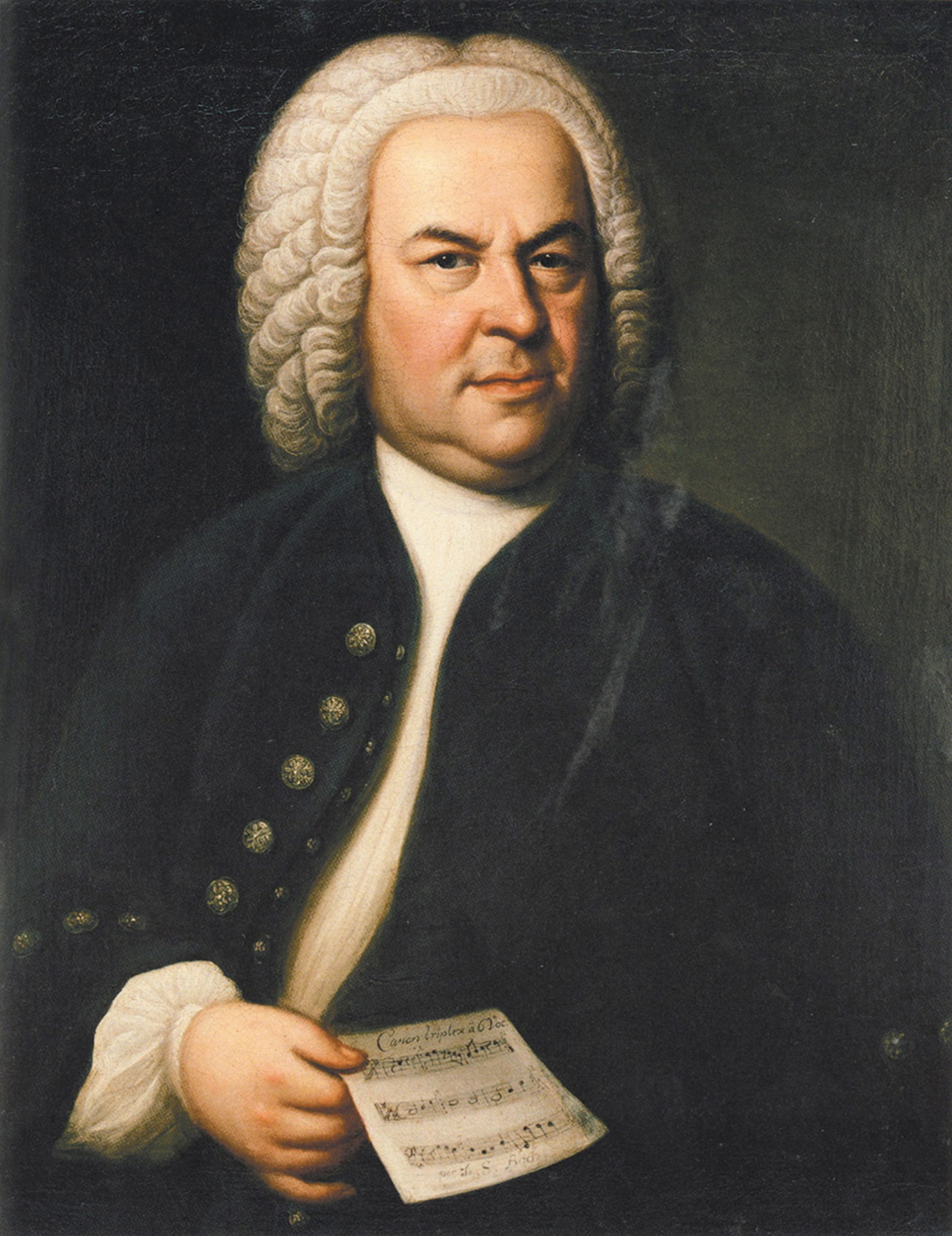
یوهان سباستیان باخ، شایسته‌ترین آهنگساز فوگ در تاریخ موسیقی

این فرم در قرن هجدهم به‌نام «فوگ» خوانده شد که به‌عنوان فرایندی کامل‌تر از پدیدهٔ «موسیقی تقلیدی» به حساب می‌آمد. در دوره باروک نام فوگ به نوعی از آهنگسازی منظم و گسترده نسبت داده شد و آن را عالی‌ترین شیوهٔ نگارش در دانشِ کنترپوان می‌دانستند. در این دوره آهنگسازانی مانند یان پیترزون سویلینک (۱۶۲۱–۱۵۶۲)، یوهان یاکوب فروبرگر، یوهان پاخلبل، ژیرولامو فرسکوبالدی، دیتریش بوکسته‌هوده، آنتونیو ویوالدی و دیگران، پیروان این فرم بودند. تکامل فوگ توسط آهنگسازانی چون هندل و به‌خصوص یوهان سباستیان باخ، بیشترین تأثیر و محبوبیت را در این دوره داشت، به‌همین دلیل آثار باخ را اوجِ تکامل تاریخ فوگ دانسته و اعتقاد بر این است که تاکنون بی‌نظیر مانده‌است.

### دوره کلاسیک
پس از دورهٔ باروک و در اواخر قرن هجدهم، پیچیدگی در سبک‌ها رو به افول نهاد و نقش فوگ در آثار کمرنگ شده و به جای آن فرم سونات در سمفونی‌ها رواج یافت. با این حال در دوره کلاسیک آهنگسازانی نظیر هایدن، موتزارت و بتهوون، تحت‌تاثیر مهارت و تخیل باخ در فوگ‌نویسی، از این تکنیک در آثار خود استفاده کردند و حتی در زمانِ بتهوون فوگ به‌عنوان یک ابزار آموزشی مورد توجه قرار گرفت، به‌خصوص در کنسرواتوار پاریس که توسط لوئیجی کروبینی شروع شد و با حضور موسیقی‌دانانی چون تئودور دوبوآ و آندره گدالژ ادامه یافت که منجر به ایجاد «مکتب فوگ» شد و تاکنون نیز پابرجا مانده‌است.

### دوره رمانتیک
در قرن نوزدهم بار دیگر تکنیک‌ها و مهارتِ فوگ‌نویسی باخ مورد توجه آهنگسازان رمانتیک قرار گرفت. هکتور برلیوز، فرانتس لیست، سزار فرانک، یوهان برامس و جوزپه وردی آثار قابل تامل و با ارزشی در این زمینه ساخته‌اند. در اواخر این قرن نیز سمفونی‌های گوستاو مالر توجه آشکار و ماهرانهٔ وی را به فوگ‌نویسی نشان می‌دهد.

### دوره مدرن
در قرن بیستم آهنگسازان مدرنی چون موریس راول، بلا بارتوک، ایگور استراوینسکی، شوستاکوویچ، الیویه مسیان و پی‌یر بولز آثاری در فرم فوگ خلق کردند. ماکس رگر و فروچو بوزونی با الهام از باخ، به فوگ‌نویسی پیچیده برای کیبورد ادامه دادند. جنبش نئوکلاسیک در این دوره نشانگر تجدید قوا و علاقهٔ آهنگسازان اروپایی و آمریکایی به فوگ بود. آهنگسازان قرن بیستم فوگ را به جایگاه برجستهٔ خود بازگرداندند و به اهمیت آن در مقدمهٔ موسیقی، بسط و گسترش، کاربرد در تمامی سازها و قابلیت‌های تکوین آهنگسازی فوگال پی بردند. الیویه مسیان در مجموعه قطعات بیست نگاه از عیسای نوزاد، در بارۀ قطعهٔ ششم با نام «همه چیز توسط او ساخته شد» که در فرم فوگ ساخته‌است، اینگونه به ستایش از آن می‌پردازد:
آفرینش همه چیز را بیان می‌کند: فضا، زمان، ستارگان، سیارات - و چهرهٔ (یا بهتر است بگوییم، اندیشهٔ) خدا در پشت این شعله‌ها و جوشش است - حتی صحبت از آن غیرممکن است، من تلاشی برای توصیف آن نکرده‌ام … در عوض پشت فرم فوگ پناه گرفته‌ام. فوگ‌هایی مانند هنر فوگ باخ و فوگ در سونات شماره ۲۹ بتهوون، هیچ ربطی به فوگ آکادمیک ندارند، من نیز مانند آن مدل‌های عالی، یک فوگ ضد مکتبی ساختم.

## ساختار فوگ

### تعریف
تعریف جامعی از فنِ فوگ امکان‌پذیر نیست. فوگ‌ها از نظرِ سبکِ آهنگسازان و دوره‌های زمانی با یکدیگر تفاوت دارند و حتی فوگ‌های یک آهنگساز هم ممکن است از لحاظ سبک و محتوا با هم فرق داشته باشد. اما یک الگوی اصلی و قابل تشخیص وجود دارد که تمام فوگ‌های بزرگ را با عالی‌ترین شکل، معنا و مفهوم می‌بخشد. فوگ‌ها از ابتدا تاکنون برای هر نوع از سبک‌های موسیقی سازی، آوازی، ارکسترال، ساز تنها و سایر آنسامبل‌ها ساخته شده‌است. ساختار فوگ حداقل از دوصدا تا حتی هفت صدا را در بر می‌گیرد ولی اکثر فوگ‌ها برای سه یا چهار صدا ساخته شده‌اند؛ در آثار آهنگسازان مختلف فوگ‌های دوصدایی کمیاب و ساخت فوگ پنج‌صدایی، شش‌صدایی و هفت‌صدایی، به‌علت استفاده از کنترپوان سخت و پیچیده، امکان‌پذیر اما غیرمعمول است. فوگ اوجِ موسیقی کنترپوانتیک به‌خصوص در دورهٔ باروک به‌ شمار می‌آید و بیشتر در این دوره بود که برای موسیقی سازی رواج یافت و برای سازهایی مانند ارگ و هاپسیکورد مناسب بود، زیرا این سازها بر خلاف پیانو، با شدت یکسانی به صدا درمی‌آیند و به خوبی تعادل بین بخش‌های کنترپوانتیک و تقلیدی را حفظ می‌کنند.

### سازبندی
فوگ یا هر نوع اثر موسیقی می‌بایست با امکانات و تکنیکِ سازها یا صداهای انتخاب شده تطبیق داده شود:
- در فوگ‌نویسی برای پیانو، امکانات انگشت‌گذاری و حدود آن، نوانس، زیروبمی و رنگ‌آمیزی مورد توجه قرار می‌گیرد.
- ساز ارگ امکانات وسیع‌تری از پیانو دارد و به خاطر برخورداری از نت پدال، ایجاد رنگ‌آمیزی گسترده و نگه‌داشتن کشش نت‌ها به مدت طولانی، ساز مناسبی برای فوگ‌نویسی است.
- در کوارتت زهی یا هر موسیقی مجلسی دیگر، امکانات بیشتری از جمله تنظیم فاصلۀ بین صداها و استفاده از تکنیک‌های مخصوصِ این سازها برای بیانِ ملودی را داراست.
- در ارکستر سمفونیک بیشتر از هر ساز و گروه سازیِ دیگر، دارای امکاناتی وسیع برای فوگ‌نویسی است، چراکه هیچ‌گونه محدودیتی برای روش‌های مختلف فوگ‌نویسی وجود ندارد و به‌خاطر در اختیار داشتنِ سازهای متعدد و تنوع رنگ‌آمیزی، خطوط مختلف صداها درخشش بیشتری خواهند داشت.
- در فوگ‌نویسی برای صدای انسانی یا گروه کر، انتخاب مناسبِ زیروبمی و گستره صوتی برای بخش‌های مختلف آواز در نظر گرفته می‌شود؛ فوگ‌نویسی برای موسیقی آوازی از حساسیت بیشتری نسبت به موسیقی سازی برخوردار است چراکه سوژهٔ فوگ‌هایی که برای ساز نوشته می‌شوند، مدل خوبی برای آواز نیستند و آهنگسازی که فوگ برای آواز می‌نویسد می‌بایست از قبل تصنیف و تمرین زیادی برای موسیقی آوازی را تجربه کرده باشد.
- فوگ‌هایی نیز وجود دارند که فقط به‌عنوان موسیقی خالص نوشته می‌شوند (مانند هنر فوگ، اثر باخ) که ساز مشخصی برای آن در نظر گرفته نمی‌شود و می‌توان با توجه به امکانات هر ساز یا گروه سازی مانند پیانو، ارگ، کوارتت زهی و غیره، اجرا کرد.

### محتوای فوگ
محتوای فوگ یک فرم با ساختاری کنترپوانتیک است که در دو یا چند صدا و بر پایهٔ یک درونمایه (سوژه) ساخته می‌شود. سوژه در ابتدا معرفی و تعریف شده، سپس مجدداً در تمامی قطعه بارها بازنوازی، تقلید و تکرار می‌شود. ساختار اصلی فوگ بر مبنای پولیفونی (چندصدایی مستقل) می‌باشد و دارای سه بخش اصلیِ اکسپوزیسیون (A)، بسط و گسترش (B) و ورود نهایی ('A) است که حاوی بازگشت سوژه به تونیک نیز هست. طراحی این تقسیم‌بندی ('ABA)، به‌طور آشکار تعادل نسبی از شروع تا پایان فوگ را مشخص می‌کند. در تصنیف فوگ، فنون و قواعدی نیست که آهنگساز آن را تجربه نکرده باشد، زیرا پیشتر این روش‌ها را در تکنیک کنترپوان‌نویسی آموخته‌است.

#### اکسپوزیسیون
فوگ با اکسپوزیسیون یا «بیانِ سوژهٔ اصلی» که مهمترین بخش آن است، بر اساس قوانینی از پیش تعیین‌شده شروع می‌شود اما در ادامه و در بخش‌های بعدی، آهنگساز آزادی‌های بیشتری به‌دست می‌آورد. به عبارتی دیگر، اکسپوزیسیون ساختار اصلی فوگ را تشکیل می‌دهد و هرآنچه پس از آن ساخته می‌شود، سرچشمه‌اش حاصلِ تخیل، سلیقه و طراحی آهنگساز از امکانات موجود است.

##### سوژه و جواب سوژه
ساختمانِ یک فوگ معمولی در بخش اکسپوزیسیون از دو صدایی تا چهارصدایی که همیشه با یک نظمِ واحد در تنالیته ورود می‌کنند، بدین شرح است: 
- برای دو صدا: تونیک(صدای اول) ← نمایان(صدای دوم).
- برای سه صدا: تونیک(صدای اول) ← نمایان(صدای دوم) ← تونیک(صدای سوم).
- برای چهار صدا: تونیک(صدای اول) ← نمایان(صدای دوم) ← تونیک(صدای سوم) ← نمایان(صدای چهارم).

برخلاف نظم در ورودِ تنالیته، نظم در ورودِ صداها در برخی مواقع متغیر است. بدین معنی که صدای اول تا چهارم در هر کدام از بخش‌های سوپرانو(۱)، آلتو(۲)، تنور(۳) و باس(۴)، می‌توانند به ترتیب مانند: (۱، ۲، ۳، ۴) یا (۴، ۳، ۲، ۱) ورود کنند یا بدون ترتیب مانند: (۲٬۳، ۱، ۴ و غیره) وارد شوند.
۱. ابتدا سوژۀ اصلی در صدای اول و در تونیک، بدون همراهی معرفی می‌شود، سوژهٔ اصلی باید از نظر گستره صوتی، ساختمان هارمونیکی، انتخاب تنالیته، ریتم و ملودی، جذاب، گیرا، قابلِ بسط و گسترش و تأثیری فوری داشته باشد. همچنین مدت زمان سوژه نباید آنقدر کوتاه باشد که یک فیگور موسیقایی تلقی شود و نه آنقدر طولانی باشد که شنونده قادر به حفظ‌کردنِ آن نباشد. در مجموع، طراحی سوژه باید به گونه‌ای باشد که توانایی‌های زیادی برای توسعهٔ  کنترپوانتیک فوگ داشته باشد.
۲. پس از آن صدای دوم همان ملودی را به‌عنوان جواب سوژه، در نمایان (دومینانت) یا زیرنمایان می‌دهد (در این مرحله صدای اول به صورت کنترپوان آزاد، صدای دوم را همراهی می‌کند). در شیوه‌ای دیگر صدای اول می‌تواند در یک قالب ثابت و متضاد (کنتر سوژه) با سوژه اصلی طرح‌ریزی شود و هر بار با سوژه اصلی تکرار شود.
دو نوع جواب به سوژه وجود دارد که با هم متفاوتند:
- جواب حقیقی[ط]: به معنی انتقال دقیق هر یک از نت‌های سوژه به یک پنجم درست بالاتر یا یک چهارم درست پایین‌تر است (این نوع جواب زمانی استفاده می‌شود که نت پنجم گام در سوژه نباشد یا پس از درجات دوم، چهارم یا ششم گام بیاید).[۴۵] در حقیقت سوژه از تونیک به طرفِ درجاتی غیر از دومینانت حرکت می‌کند و جواب از دومینانت شروع و کاملاً شبیه سوژه است.[۴۶]

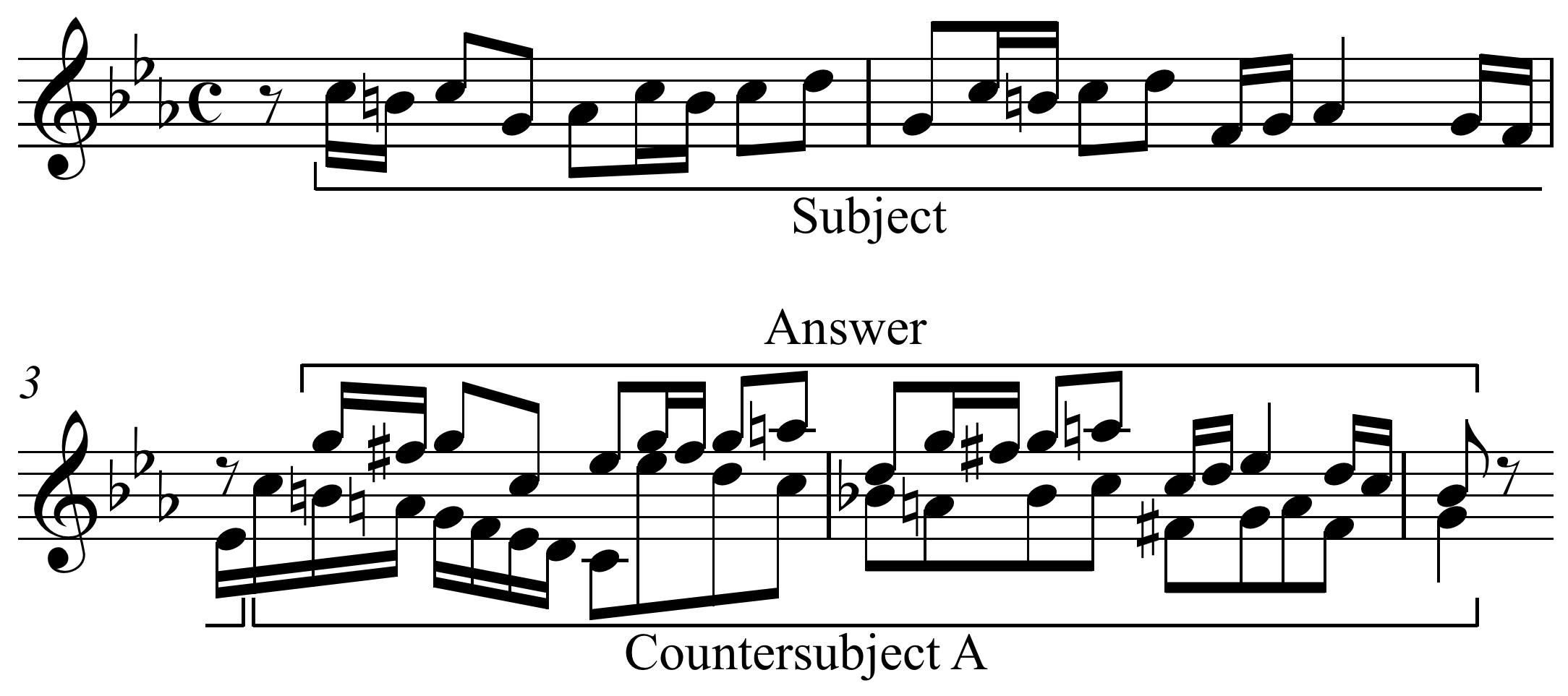
مثال: «جواب رئال» یا حقیقی از فوگ شمارهٔ ۲ در دو مینور از کلاویه خوش‌آهنگ اثر باخ، در این مثال سوژه از پایهٔ گام شروع شده و جواب را در دومینانت داده‌است.

- جواب تنال[ظ]: سوژه از درجهٔ پنجم (نمایان) گام شروع شده و درجهٔ اول (تونیک) جواب سوژه را می‌دهد (یا بالعکس).[۴۷] ویژگی «جواب تنال» در این است که به‌طور کامل دارای شکلی ظاهری شبیه سوژه نیست، بدین‌صورت که اگر سوژه از تونیک شروع شود، حرکتی بالارونده یا پایین‌رونده به طرف دومینانت دارد و به‌همین ترتیب جوابِ سوژه، از دومینانت حرکتی بالارونده یا پایین‌رونده به سوی تونیک دارد.[۴۸]

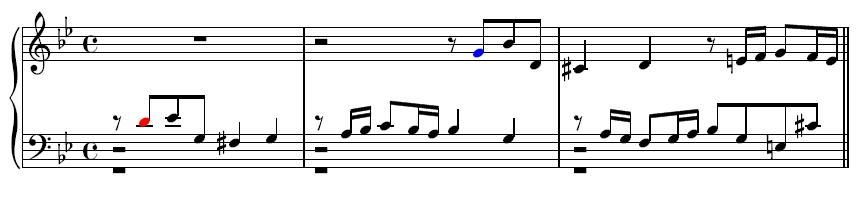
مثال: «جواب تنال» از فوگ شماره ۱۶ در سل مینور اثر باخ، در این مثال سوژه از پنجم گام (نت قرمز) شروع می‌شود و صدای دوم، جواب را در تونیک (نت آبی) داده‌است.چپ

- جواب تقلیدی: در این نوع جواب آهنگساز آزادی‌های بیشتری دارد و ممکن است جواب، دچار تغییراتی نسبت به سوژه شود یا حتی آن را کوتاه‌تر کند. امتیاز دیگر این نوع جواب آن است که آهنگساز در هر زمانی که بخواهد، می‌تواند جواب سوژه را وارد کند یا جواب را غیر از فاصلۀ چهارم، پنجم و اکتاو بدهد. جواب تقلیدی به سوژه در فاصله‌های دوم، سوم، ششم و هفتم، تنوع و خوشایندی بیشتری در موسیقی ایجاد می‌کند. همچنین می‌توان هر نوع از فوگ رئال یا تنال را با استفاده از مدولاسیون، تبدیل به یک فوگ تقلیدی کرد.[۴۹] «فوگ تقلیدی» نوع سومی از جواب است که با استخراج از «فوگ رئال» و «فوگ تنال»، زمینه را برای خلق شکل‌های دیگری از فوگ فراهم می‌کند.[۵۰]

در اکثر فوگ‌ها قبل از ورود صدای سوم، قسمت کوتاهی به نام کُدِتا آورده می‌شود که شامل چند ضرب یا میزان، کنترپوان آزاد است؛ این قسمت به آهنگساز فرصت می‌دهد تا به «تونیک» مدولاسیون نماید و صدای سوم، با جذابیت بیشتری وارد شود.
۳. صدای سوم دوباره سوژهٔ اصلی را در تونیک تکرار می‌کند. (در این مرحله نیز صدای اول و دوم، سوژه را به‌صورت کنترپوان، همراهی می‌کنند). در موارد نادری «صدای سوم» می‌تواند مجدداً در «دومینانت» باشد (تونیک ← دومینانت ← دومینانت ← تونیک). در هر قسمت از فوگ ممکن است ورود نادرست از سوژه وجود داشته باشد. ورودی‌های نادرست اغلب به‌صورت اختصاری از ابتدای سوژه استخراج می‌شوند، این کار به‌خاطر افزایش تأثیر، برای ورود درستِ سوژه انجام می‌گیرد.

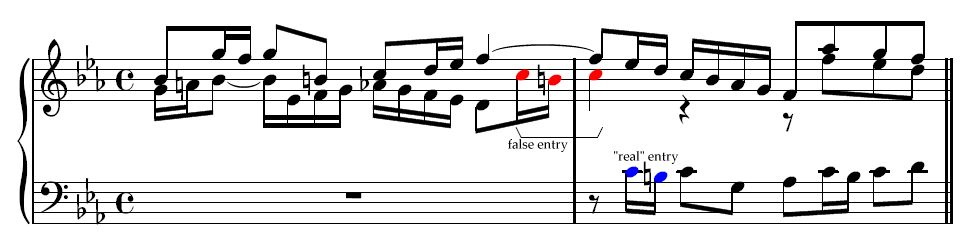
مثال از «ورود نادرست» سوژه، فوگ شماره ۲ در دو مینور از کلاویه خوش‌آهنگ (کتاب اول)، اثر یوهان سباستیان باخ. در این قسمت میزان ۷–۶، قبل از ورود صدای سوم در باس، ورودی نادرست (به رنگ قرمز) در بخش آلتو اتفاق می‌افتد و سپس «ورودی درست» (به رنگ آبی) نمایان می‌شود.

۴. صدای چهارم جواب سوژه را در دومینانت می‌دهد و سه صدای دیگر بر اساس کنترپوان، سوژه را همراهی می‌کنند. پس از صدای چهارم، اکسپوزیسیون به‌عنوان مهمترین بخش، پایان می‌گیرد و سپس با یک قسمت کوتاه (اپیزود) که حالتی متضاد با سوژه دارد، فوگ وارد مرحلۀ «بسط و گسترشِ» سوژه و کنترسوژه می‌شود.

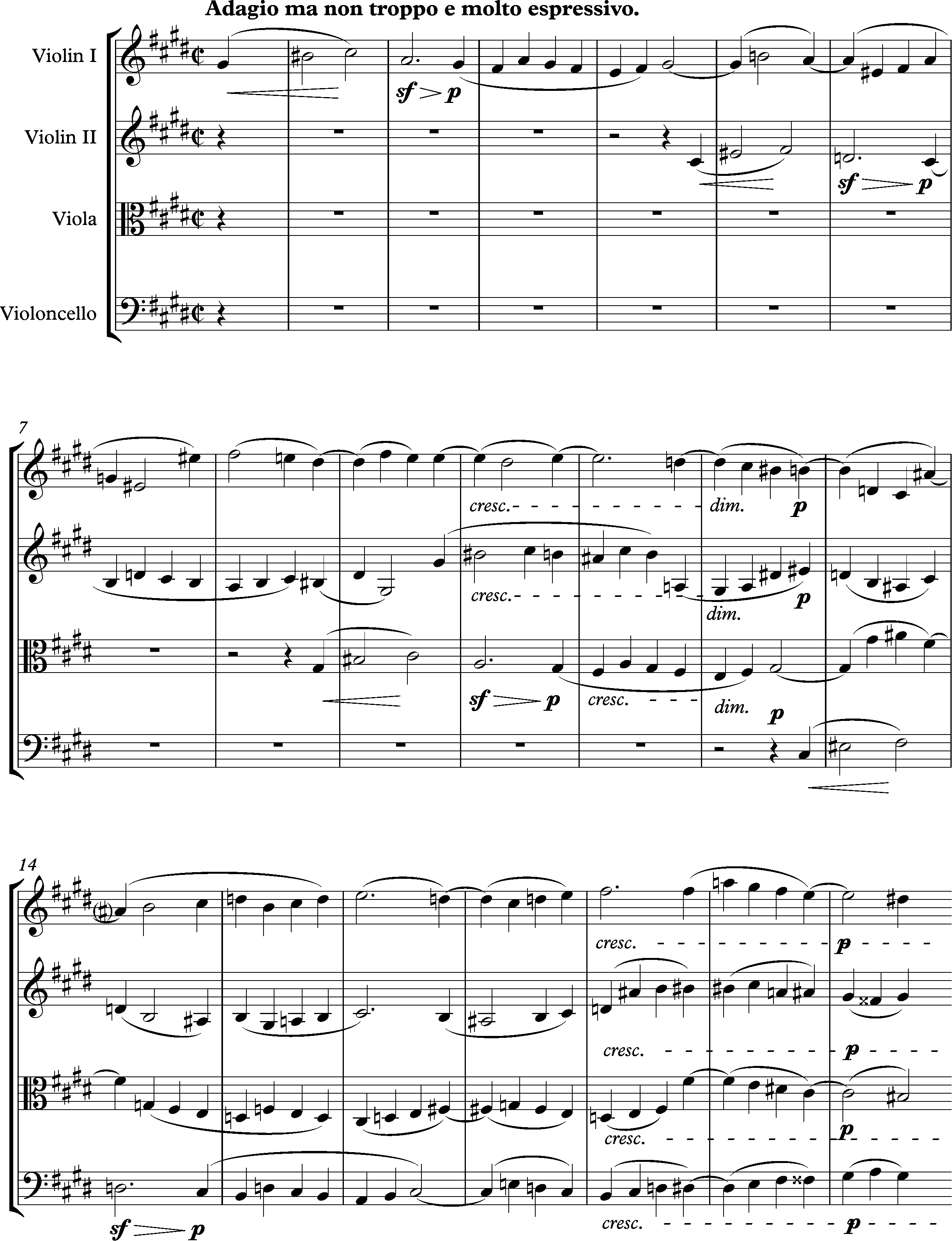
«فوگ برای چهار صدا» از کوارتت زهی در دو دیز مینور اپوس ۱۳۱ اثر بتهوون. در این مثال «صدای اول» (ویولن یک) سوژه را از دومینانت شروع می‌کند، «صدای دوم» (ویولن دو) جواب سوژه را در تونیک می‌دهد، «صدای سوم» (ویولن آلتو) مجدداً سوژه را در دومینانت بیان می‌کند و «صدای چهارم» (ویلنسل) جواب را در تونیک می‌دهد.

##### کنترسوژه و کنترپوان آزاد
ملودی ثابتی که سوژه یا جواب را همراهی کند، کنترسوژه می‌نامند. در فوگ دو‌بخشی می‌توان تنها یک کنترسوژه داشت. در سه‌بخشی دو کنترسوژه، در چهار‌بخشی سه کنترسوژه و … به نسبت افزایش بخش‌ها، می‌توان کنترسوژه داشت. اگر فقط یک بخش کنترسوژه داشته باشد، بقیه بخش‌ها با کنترپوان آزاد همراهی می‌شوند. کنترسوژه نیز باید مانند سوژه، جذابیت کافی یا به‌اصطلاح شایستگی حضورِ مستمر در کنار سوژه را داشته باشد. به‌طور کلی «بسط و گسترش» سوژه و کنترسوژه است که به یک قطعۀ موسیقی در فرم فوگ، وحدت می‌بخشد.

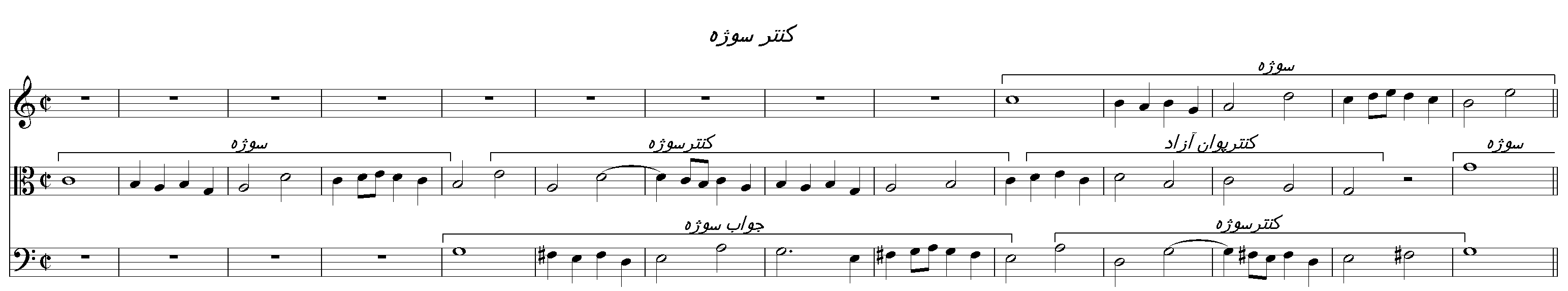
مثال از کاربرد «کنترسوژه» برای سه صدا.

#### بسط و گسترش
در بسط و گسترش فوگ از انواع فنون از جمله کانن، سکانس، تغییر در ریتم سوژه یا جواب، تزیین سوژه، ساده‌کردن سوژه، تغییر مکانِ اجزا سوژه، حذف اجزا سوژه، تکرار اجزا سوژه، انتقال سوژه از یک صوت به صوت دیگر، فشرده‌کردن سوژه، افزودن سوژه و غیره، استفاده می‌شود. در این بخش عموماً از بازگشت به تنالیتهٔ اصلی خودداری می‌شود.

##### اپیزود
اپیزودها نقش مهمی در بسط و گسترش فوگ ایفا می‌کنند و از سوژه استخراج می‌شوند. اپیزودها در فواصل بین تکرار سوژهٔ فوگ، توجه شنونده را از سوژهٔ اصلی منحرف کرده تا ورودِ دوبارهٔ سوژه را جذاب، جلوه و کیفیت مخصوصی بدهد. اپیزودها نقش رابط را در تکرارهای فوگ دارند و از سوژه روان‌تر و ساده‌تر است.

##### کنتر-اکسپوزیسیون
پس از اکسپوزیسیون، فوگ وارد ورودی‌های دیگری می‌شود. قسمت‌هایی که سوژه و جواب به صورت‌های گوناگون و متعدد وارد می‌شوند، «کنتر-اکسپوزیسیون» یا «اکسپوزیسیون دوم» نامیده می‌شوند. یک فوگ دارای کنتر-اکسپوزیسیون‌های متعددی است که به وسیلهٔ اپیزودها از هم جدا می‌شوند و فقط دارای دو ورودیِ سوژه و جواب است که به ترتیب معکوس نیز می‌شوند. باخ در اکثر فوگ‌های خود در این مرحله، از تونیک، نمایان، گام نسبی و نمایان آن، و گاهی زیرنمایان استفاده کرده‌است ولی در فوگ‌های آهنگسازان کلاسیک و رومانتیک مانند بتهوون، از گام‌های دورتری برای قسمت «کنتر-اکسپوزیسیون» استفاده شده‌است.

##### استرتو
اِسترِتو (در زبان ایتالیایی به معنی به‌هم فشردن)، عبارت است از تکنیکی که سعی می‌کند جواب سوژه را در بخش «بسط و گسترش»، هرچه ممکن است به سوژه نزدیک‌ کند و زمانی استفاده می‌شود که آهنگساز قصد دارد سوژه را بیشتر جلوه دهد و تأثیری زیبا و مؤثر ایجاد کند. همچنین استرتو گاهی اوقات به قسمت پایانی (کدا) فوگ وصل می‌شود. استرتو می‌تواند به صورت کامل یا ناقص جواب سوژه را بدهد. از کاربرد استرتو ممکن است در برخی از فوگ‌ها استفاده نشود، چراکه در ساختار هارمونیکی بعضی از سوژه‌ها، امکان فشرده‌سازی و تقلید وجود ندارد.

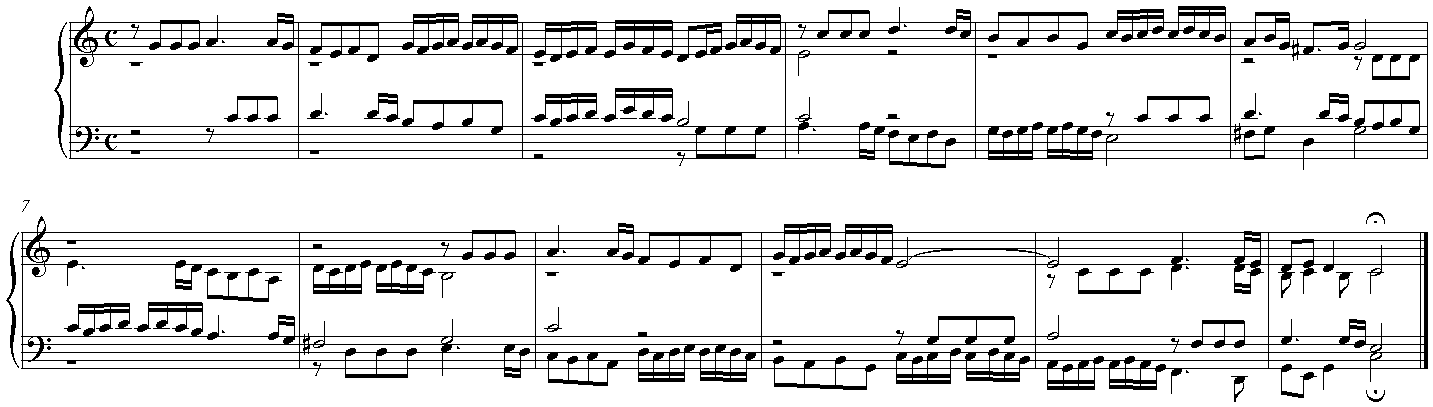
یک مثال از «استرتو»: فوگ در دو ماژور اثر «یوهان کاسپار فردیناند فیشر» که به پایان فوگ ختم می‌شود.چپ

#### ورود نهایی
ورود نهایی یا بازگشایش در فوگ، همانند بخشِ بسط و گسترش قابل پیش‌بینی نیست و هیچ‌گونه مدلی مشخص برای پایان فوگ یا ورود نهایی وجود ندارد، اما آنچه مسلم است و در دوران باروک رواج داشت بازگشت به تنالیتهٔ اصلی ضروری است و نکتهٔ دیگر آنکه بازگشایش به معنای تکرار عینی بخش گشایش نیست و فقط قسمت‌هایی از سوژه و کنترسوژه دوباره ظاهر می‌شوند که دارای نظم و ترتیب دیگری است. مدت زمانِ «ورود نهایی»، معمولاً یک‌سوم از طولِ یک قطعهٔ فوگ را تشکیل می‌دهد که این مدتِ زمانی نیز بستگی به نوعِ قطعه، ممکن است متغیر و یا حتی خیلی کوتاه باشد.

##### کُدا
قسمت پایانی یا کدا، غالباً با تکرار سوژه یا قسمت‌هایی از آن بر روی نت پدال در دومینانت یا تونیک یا در قالب یک «استرتو» به انتها می‌رسد. طولِ زمانی کدا در فوگ‌ها معمولاً از چند ضرب تا چند میزان در نوسان است. در بسیاری از آثار باخ و برای غنای بیشتر، کدا به‌صورت آزاد و صداهای اضافه نگاشته شده و در مواردی حالتی مانند رسیتاتیو داشته‌است. پایان کداها نیز عمدتاً با یک کادانس کامل همراه است.

قسمت پایانی «هنر فوگ» شماره ۴، اثر: باخ

## انواع فوگ
فوگ علاوه بر اینکه برای دو‌صدا، سه‌صدا، چهار‌صدا، پنج‌صدا و بیشتر نوشته می‌شود، دارای شکل‌های مختلف دیگری نیز هست که بدین شرح است:
- فوگتا[م]: به معنی فوگ کوچک می‌باشد که شامل یک اکسپوزیسیون ابتدایی، اپیزود و تکرار سوژه در پایان است.
- فوگ معکوس[ن]: فوگی است که کل اجزا آن مانند سوژه‌ها، جواب‌ها، کنترپوان‌ها و غیره، بتوانند به صورت معکوس نیز ارائه شوند.
- فوگاتو[و]: اغلب در یک قطعه هوموفونیک در یک پاساژ کوتاه فوگ‌وار، در فرم اکسپوزیسیون وارد شده و مجدداً به بافت هموفونیک بر می‌گردد.
- فوگ همراهی‌شده[ه]: در این شکل، سازهای ارکستر بخش‌های مختلف فوگ را دوبله می‌کنند یا مستقل از فوگ با صداهایی تزیینی فوگ را همراهی می‌کنند.
- فوگ با دو سوژه، سه سوژه و چهار سوژه[ی]: این نوع از فوگ‌ها فرق چندانی با فوگ دارای یک سوژه ندارند و فقط در زمان ورود، عملکردی شبیه کنترسوژه دارند.
- کنترفوگ[اا]: فوگی است که در آن از معکوس ملودیک در جواب استفاده شده باشد یا معکوس ملودیکِ سوژه، در قسمت اکسپوزیسیون ارائه شده باشد. گاهی کنترفوگ‌ها دارای جواب معکوس و شکل افزودن آن، به‌طور هم‌زمان است.

## آنالیز فوگ
آنالیز فوگ، از مهمترین بخش‌های یادگیری هنر فوگ است. اولین نکتهٔ مهم در آنالیز فوگ، شناسایی بخش‌های اصلی آن مانند: سوژه، جواب، کنترسوژه و کنترپوان آزاد است، در بخش‌های بعدی می‌توان تکنیک‌هایی مانند: کنتر-اکسپوزیسیون‌ها، استرتوها، کُدِتاها، اپیزودها و کدا را شناسایی کرد و سپس وارد کشفِ جرئیات آن شد. شناخت کاملِ هویت فوگ، هیجان‌انگیزترین قسمت آنالیز است.

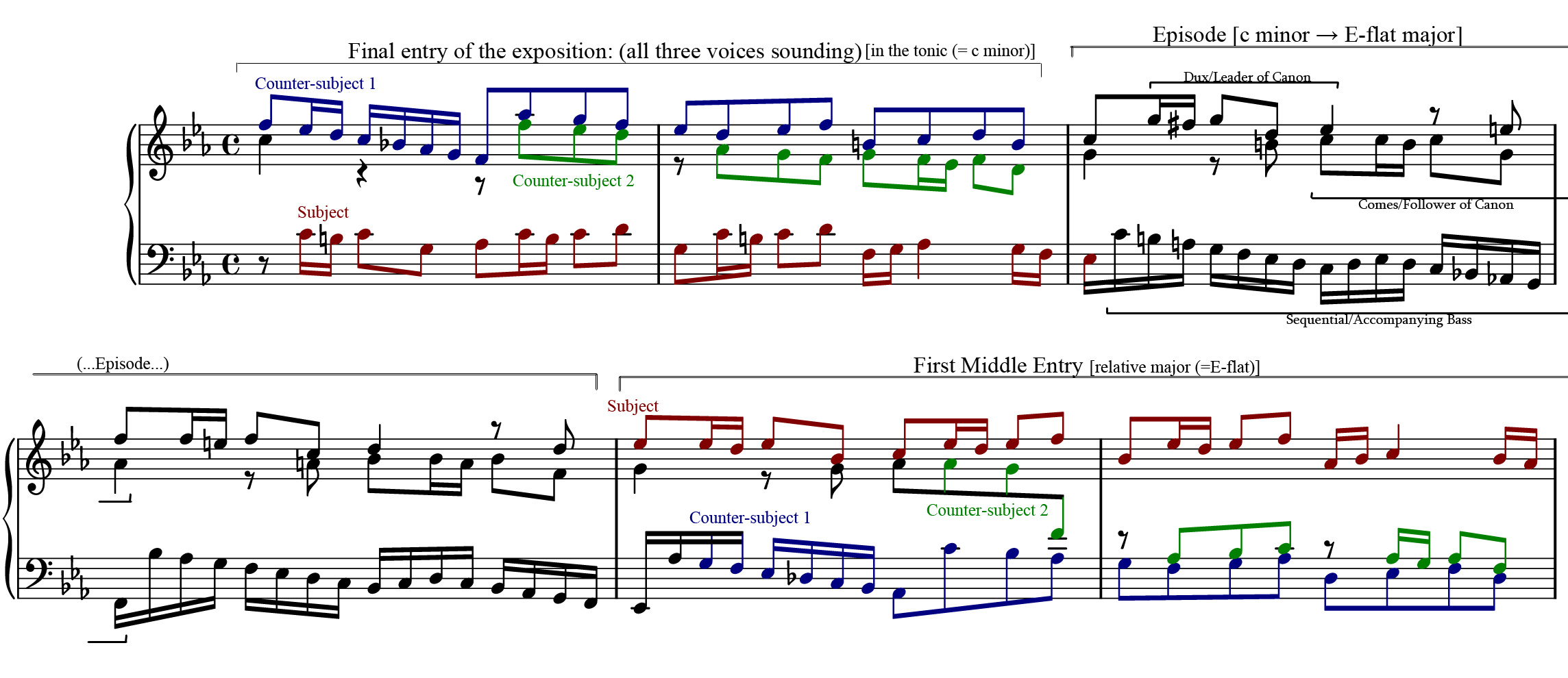
آنالیز بصری بخشی از فوگ شماره ۲ در دو مینور میزان ۱۲–۷، اثر باخ.

مثال بالا گزیده‌ای از فوگ شماره ۲ در دو مینور (BWV 847)، میزان‌های ۷ تا ۱۲، از کتاب اول کلاویه خوش‌آهنگ است که کاربردِ بسیاری از ویژگی‌های شرح داده شده در ساختار فوگ را نشان می‌دهد. فوگ برای ساز شستی‌دار و سه صدا با قواعد کنترسوژه ساخته شده‌است. این گزینه مربوط به آخرین ورودی در بخش اکسپوزیسیون است: سوژه در بخش پایین و کنترسوژه۱ در بخش بالا به صدا در می‌آیند و در عین حال صدای میانی، کنترسوژه۲ را بیان می‌کند که با ریتم مشخصی از سوژه به پایان می‌رسد و همیشه سوژه را به همان ترتیب و مانند ابتدا همراهی می‌کند. در ادامه، با یک اپیزود از تونیک به گام نسبی (دو مینور ← می بمل ماژور) و با استفاده از سکانس در بخش پایینی، شکل فوگ با حرکتی کانونیک در دو بخش بالایی به فاصلهٔ چهارم درست، تغییر می‌کند. پس از اپیزود، ورود سوژه به «می بمل ماژور» با یک شبهه کادانس کامل در اواسط میزان با علامت عرضی مشخص می‌شود. در اینجا باخ کنترسوژه۲ را تغییر داده‌است تا با مد جدید سازگار باشد.
|         | بیان اول | بیان اول  | بیان اول | بیان اول  | بیان اول   |             | اولین ورود میانی      | اولین ورود میانی |             | دومین ورود میانی |             | ورود پایانی در تونیک | ورود پایانی در تونیک |         |
|         | تونیک    | نمایان    |          | تونیک     | (ن. اضافه) |             | گام نسبی، مینور/ماژور | پنجم گام نسبی    |             | زیر نمایان       |             | تونیک                | تونیک                |         |
| ------- | -------- | --------- | -------- | --------- | ---------- | ----------- | --------------------- | ---------------- | ----------- | ---------------- | ----------- | -------------------- | -------------------- | ------- |
| سوپرانو | سوژه     | کنترسوژه۱ | کُ دِ ت ا  | کنترسوژه۲ | جواب       | ا پ ی ز و د | کنترسوژه۱             | کنترسوژه۲        | ا پ ی ز و د | سوژه             | ا پ ی ز و د | کنترسوژه۱            | کنترپوان آزاد        | ک و د ا |
| آلتو    |          | جواب      | کُ دِ ت ا  | کنترسوژه۱ | کنترسوژه۲  | ا پ ی ز و د | سوژه                  | کنترسوژه۱        | ا پ ی ز و د | کنترسوژه۲        | ا پ ی ز و د | سوژه                 | کنترسوژه۱            | ک و د ا |
| باس     |          |           | کُ دِ ت ا  | سوژه      | کنترسوژه۱  | ا پ ی ز و د | کنترسوژه۲             | جواب             | ا پ ی ز و د | کنترسوژه۱        | ا پ ی ز و د | کنترسوژه۲            | سوژه                 | ک و د ا |

آنالیز فوگ از آثار آهنگسازان بزرگ موسیقی، کمک زیادی برای شناخت این فرم می‌کند اما مشکل است بتوان طرح مشخص و آشکاری برای جزئیات فوگ تعیین کرد چرا که هیچ فوگی وجود ندارد که با ترکیبات یک فوگ دیگر مشابه باشد. آنالیز یک فوگ معمولیِ دو‌صدایی، سه‌صدایی و چهار‌صدایی برای شناخت عناصر اصلی و محتوای فوگ کافیست. به گفتهٔ دونالد تووی (موسیقی‌شناس بریتانیایی) هنگامی که همهٔ اجزا در آنالیز یک فوگ به‌طور قطعی مشخص نیست، «نگران نباشید» و واردِ «جزییات آزارهنده» و «هدردادنِ وقت» خود نشوید. در نتیجه تفاوت‌هایی که در فوگ‌ها وجود دارد، حاصلِ تخیل و مهارت آهنگساز است که سعی می‌کند با استفاده از عناصر اصلی فوگ به طرح‌هایی پیچیده‌تر و سازمان‌یافته دست یابد. فرم فوگ با اینکه طی قرن‌ها مراحل تکامل را پیمود و توسط باخ به عالی‌ترین شکل خود رسید، ولی باز هم به مسیر خود ادامه داد و دلیل اینکه چرا متوقف نشده‌است را باید در خلاقیت و شجاعت آهنگسازانی مانند بتهوون، برامس و پس از آنها دانست که از این شیوه در آثار خود استفاده کردند و به کشفیاتِ جدیدی برای توسعهٔ فوگ دست یافتند.

## پی‌نوشت‌ها

### یادداشت
1. ↑  Fuga
2. ↑  Jacobus of Liege
3. ↑  Canzona
4. ↑  قطعات آوازی که شبیه قطعات سازی هستند و پاساژهایی مانند فوگ دارند.[۷]
5. ↑  Ricercare
6. ↑  ریچرکار به معنی «جستجو کردن»، نوعی فرم پیشرو برای شروع فوگ‌نویسی بود.[۸][۹]
7. ↑  Motet
8. ↑  نوعی موسیقی آوازی مذهبی.[۱۱]
9. ↑  اعتبار و محبوبیت پالسترینا به حدی بود که برخی او را «شاهزادهٔ موسیقی» و برخی دیگر وی را «پدر موسیقی» می‌خواندند.[۱۳]
10. ↑  Jan Pieterszoon Sweelinck
11. ↑  Vingt Regards sur l'enfant-Jésus
12. ↑  Par Lui tout a été fait
13. ↑  اصطلاحِ «فوگ مکتبی» به مدل‌هایی تعلق دارد که بیشتر برای کلاوسن تعدیل‌شده نوشته می‌شد اما یک مدلی مصنوعی نیز وجود داشت که جهت ایجاد روشی شفاف برای فوگ‌نویسی برای هنرجویان موسیقی توسط استادان کنترپوان طراحی شده‌بود.[۲۲]
14. ↑  دیدگاه گستردهٔ دیگری وجود دارد که معتقد است فوگ تنها یک فرم موسیقایی نیست بلکه حاوی یک تکنیک آهنگسازی نیز هست، چراکه علاوه بر چیدمان محتوایی، دارای یک ساختار هارمونیک است.[۲۶][۲۷]
15. ↑  در این مورد دیدگاه‌های دیگری نیز وجود دارد و بعضی از مفسران، پاره‌ای از فوگ‌های باخ را دوبخشی (AB)، و برخی دیگر آن را سه‌بخشی توصیف کرده‌اند و یا تردید داشته‌اند، بدین معنا که برخی از فوگ‌ها فاقد بازگشایش ('A) است و در نهایت تشخیص اینکه کدام نظر درست‌تر است، سخت به‌نظر می‌رسد.[۲۹]
16. ↑  در زبان لاتین اصطلاحِ سوژه، صدای «پیشرو» (دوکس، Dox) یا صدای «راهنما» هم معنا می‌شود و در مقابل، جواب سوژه را صدای «دنباله‌رو» (گومس، Gomes) نیز می‌نامند.[۳۶][۳۷]
17. ↑  بیشتر سوژه‌ها از نت تونیک یا نمایان شروع می‌شود اما نمونه‌هایی نیز وجود دارد که از دیگر نت‌های گام شروع شده‌است.[۳۸]
18. ↑  Countersubject
19. ↑  Real answer
20. ↑  Tonal answer
21. ↑  Codetta
22. ↑  Episode
23. ↑  آندره گدالژ می‌گوید: «اپیزود فوگ معمولاً مبتنی بر یک سری تقلید از سوژه است که تکه‌تکه شده‌اند».[۶۳]
24. ↑  Counter-exposition
25. ↑  Stretto
26. ↑  Johann Caspar Ferdinand Fischer
27. ↑  فوگ دوصدایی بسیار کمیاب است. فوگ برای پنج صدا نیز اگر حرکت تندی داشته باشد به‌خصوص برای سازهای شستی‌دار مشکلات زیادی ایجاد خواهد کرد. فوگ برای شش صدا و بیشتر، به‌خاطر کثرتِ صداها، فوگ را وارد حیطۀ هارمونی خواهد کرد و استقلال صداها با مشکل جدی مواجه خواهند شد.[۷۱]
28. ↑  Fugetta
29. ↑  Invertible Fugue
30. ↑  Fugatto
31. ↑  accompaniment fugue
32. ↑  Double (triple, quadruple) fugue
33. ↑  Counter Fugue
34. ↑  Donald Tovey

#### فارسی
- کودکا، رافائل (۱۳۶۲). فرهنگ اصطلاحات موسیقی. ترجمهٔ فریدون ناصری. تهران: انتشارات پارت.
- کروبینی، لوئیجی (۱۳۶۸). کنترپوان و فوگ. ترجمهٔ محسن الهامیان. تهران: انتشارات برگ.
- ل-وینک، ریچارد (۱۳۶۶). چگونه خوب بشنویم. ترجمهٔ پرویز منصوری. تهران: کتاب زمان.
- ورال، جان (۱۳۷۰). فوگ و انوانسیون. ترجمهٔ هوشنگ کامکار. تهران: انتشارات پارت.
- وجدانی، بهروز (۱۳۷۱). فرهنگ تفسیری موسیقی. تهران: انتشارات مترجم.
- کنان، کنت (۱۳۵۳). کنترپوان. ترجمهٔ هرمز فرهت. تهران: دانشگاه تهران.
- زندباف، حسن (۱۳۶۴). فرم در موسیقی. تهران: انتشارات پارت.

#### انگلیسی
- Mann, Alfred (1960). The Study of Fugue. London: Oxford University Press.
- DeVoto, Mark (2021). "fugue". Encyclopedia Britannica. Archived from the original on 29 Nov 2021.
- Perkins, Leeman L. (1999). Music in the Age of the Renaissance. New York: W. W. Norton & Company.
- Morris, R. O. (1958). Contrapuntal Technique in the Sixteenth Century. London: Oxford University Press.
- Verrall, John W. (1966). Fugue and Invention in Theory and Practice. Palo Alto: Pacific Books. OCLC 1173554.
- Tovey, Donald Francis (1962). Essays in Music Analysis Volume I: Symphonies. London: Oxford University Press.
- Benward, Bruce (1985). Music in Theory and Practice. Vol. 2 (3rd ed.). Dubuque: Wm. C. Brown Publishers. ISBN 0-697-03633-2.
- Walker., Paul (2001). Fugue (In Root, Deane L. ed.). The New Grove Dictionary of Music and Musicians. Oxford University Press.
- Bach, Johann Sebastian (1997). "Fuge Nr. 2".  In Heinemann, Ernst-Günter (ed.). Das Wohltemperierte Klavier I. Munich: G. Henle Verlag.
- Graves, William L., Jr. (1962). Twentieth Century Fugue. Washington, D.C.: The Catholic University of America Press. OCLC 480340.
- Gedalge, André (1964) [1901]. Traité de la fugue [Treatise on Fugue]. trans. A. Levin. Mattapan: Gamut Music Company. OCLC 917101.
- Walker, Paul (2001). Fugue, §6: Late 18th century (In Root, Deane L. ed.). The New Grove Dictionary of Music and Musicians. Oxford University Press.
- Ratner, Leonard G. (1980). Classic Music: Expression, Form, and Style. London: Collier Macmillan Publishers. ISBN 9780028720203. OCLC 6648908.
- Dreyfus, Laurence (1996). "Figments of the Organicist Imagination". Bach and the Patterns of Invention. Cambridge, Mass., and London: Harvard University Press.
- Walker, Paul Mark (2000). Theories of Fugue from the Age of Josquin to the Age of Bach. Eastman studies in music. Vol. 13. Rochester: University of Rochester Press. ISBN 9781580461504. OCLC 56634238.
- Ratz, Erwin (1951). Einführung in die Musikalische Formenlehre: Über Formprinzipien in den Inventionen J. S. Bachs und ihre Bedeutung für die Kompositionstechnik Beethovens [Introduction to Musical Form: On the Principles of Form in J. S. Bach's Inventions and their Import for Beethoven's Compositional Technique] (first edition with supplementary volume ed.). Vienna: Österreichischer Bundesverlag für Unterricht, Wissenschaft und Kunst.